# فلاكورة جبلية
فلاكورة جبلية (الاسم العلمي:Flacourtia montana) هي نوع من النباتات تتبع جنس الفلاكورة من الفصيلة الصفصافية.

## معرض صور

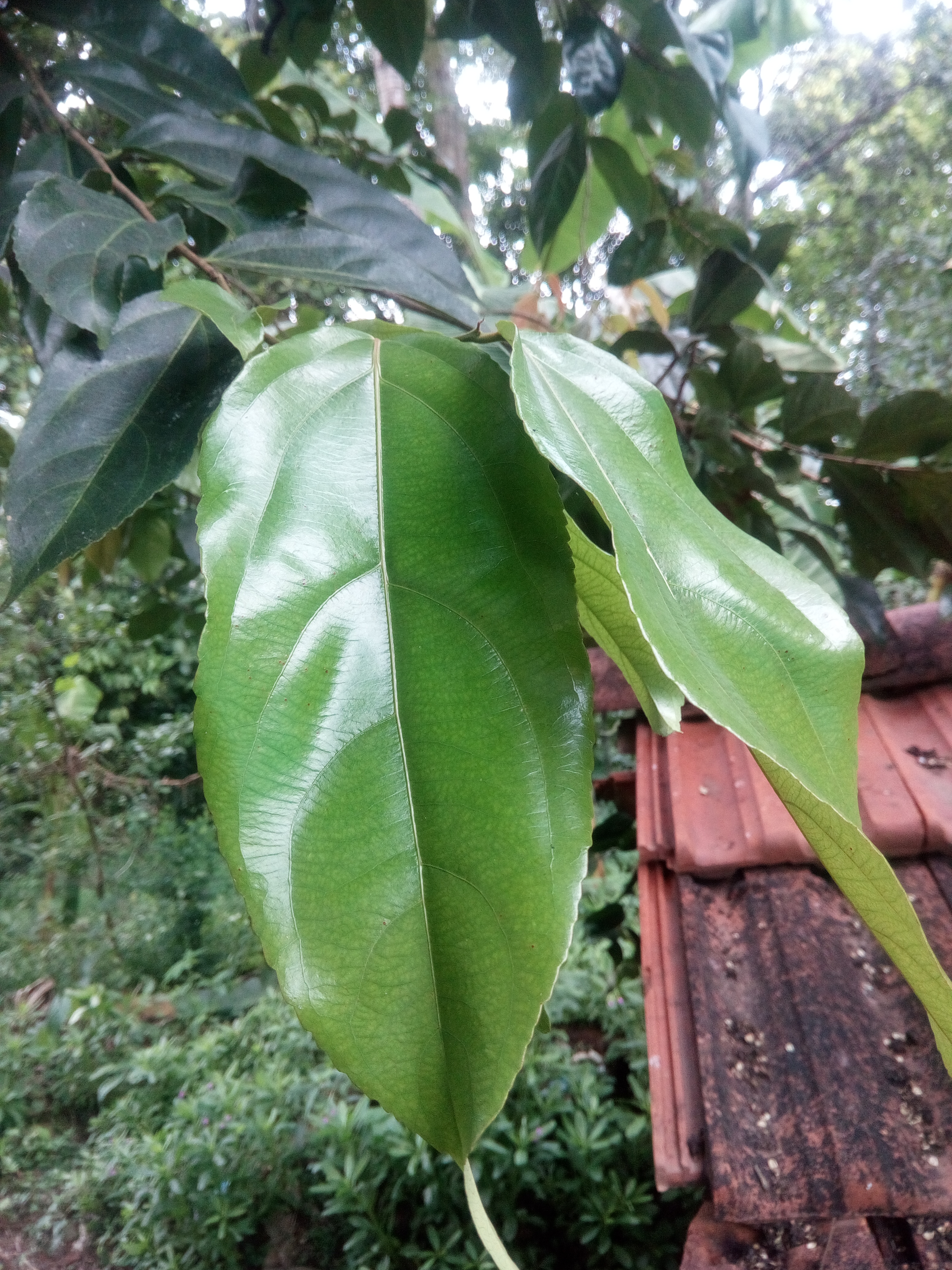
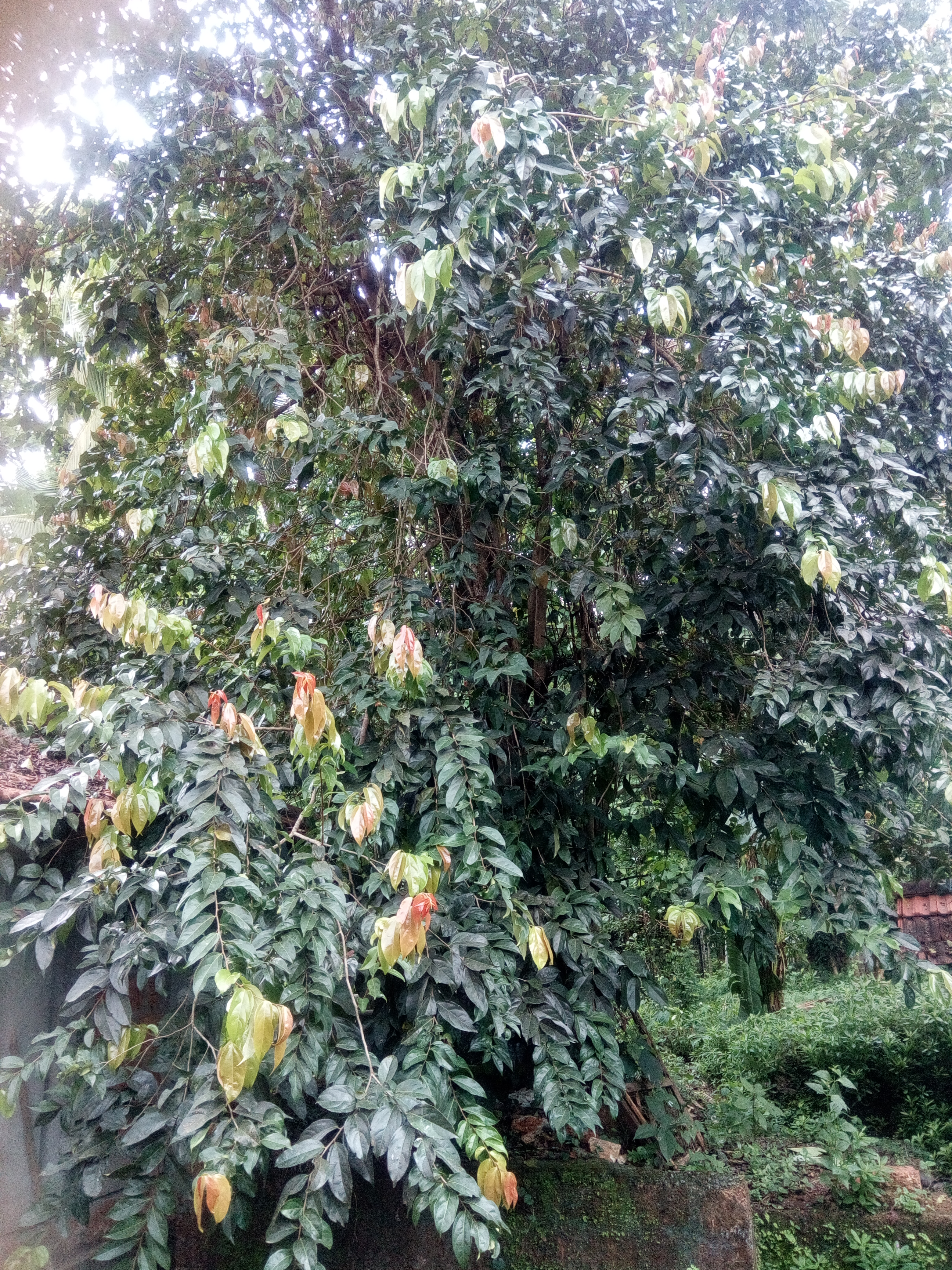
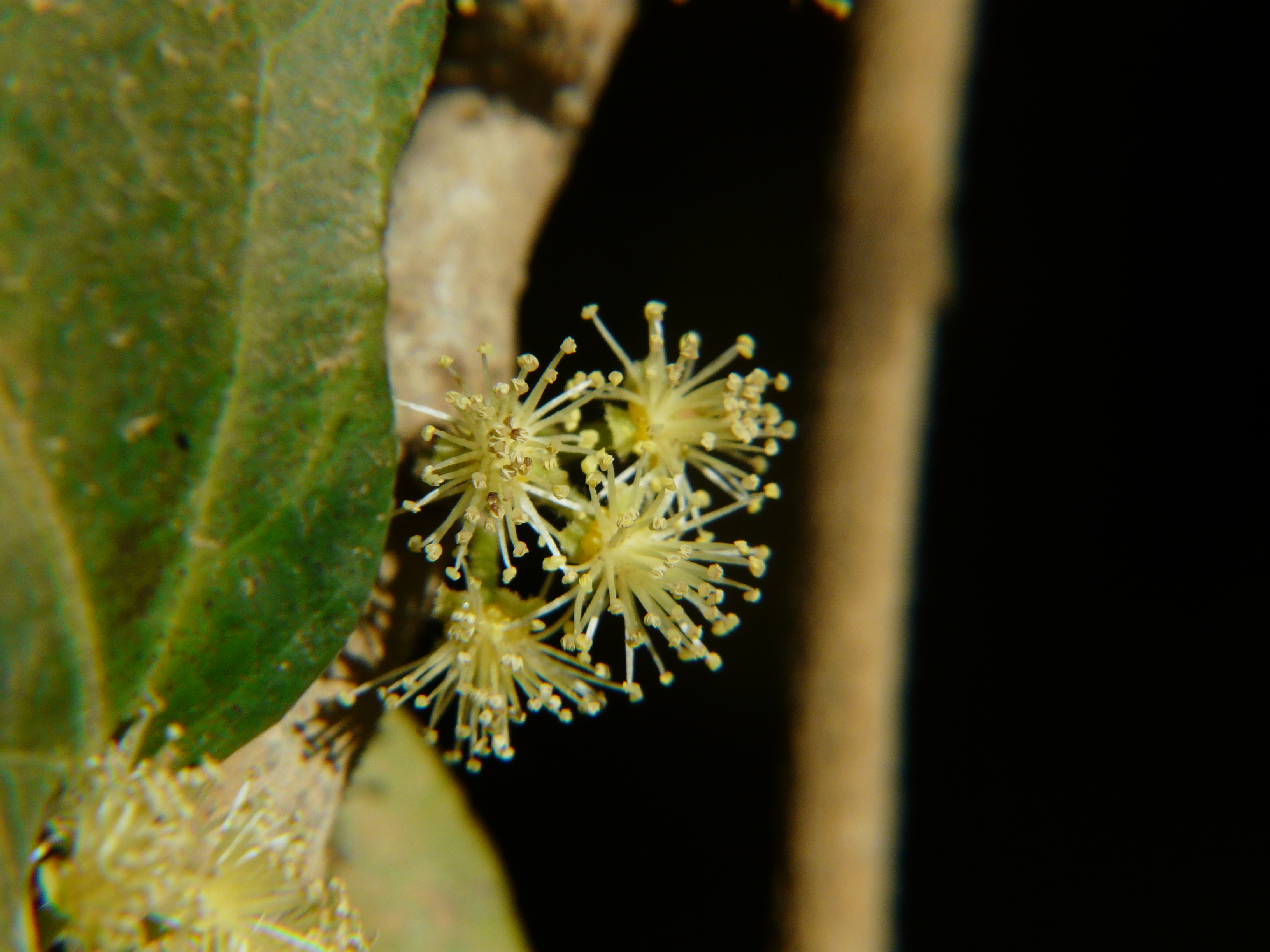